# Vlag van Kalmthout
De vlag van Kalmthout werd door de gemeenteraad op 24 april 1989 officieel vastgesteld als de gemeentelijke vlag van de Antwerpse gemeente Kalmthout. Op 13 juni 1989 werd hij door het Bestuur van Vlaanderen bevestigd en uiteindelijk gepubliceerd op 8 november 1989 in het officiële Belgisch Staatsblad.
Officieel wordt de vlag beschreven als:
Drie banen van rood, van geel en van rood, lengteverhouding 1 : 2 : 1, met op de middelste baan het gemeentewapen
Het wapen staat in de middelste verticale baan van de gemeentelijke vlag. De kleuren van de vlag zijn, net als in het wapen, rood met geel. Het wapenschild bestaat uit twee torens met drie verdiepingen met een staf. De torens staan symbolisch voor de heerlijkheid (Kalmthout, Essen en Huijbergen) die onder leiding stond van de Paters van Tongerlo; de staf stelt de abtsstaf voor.

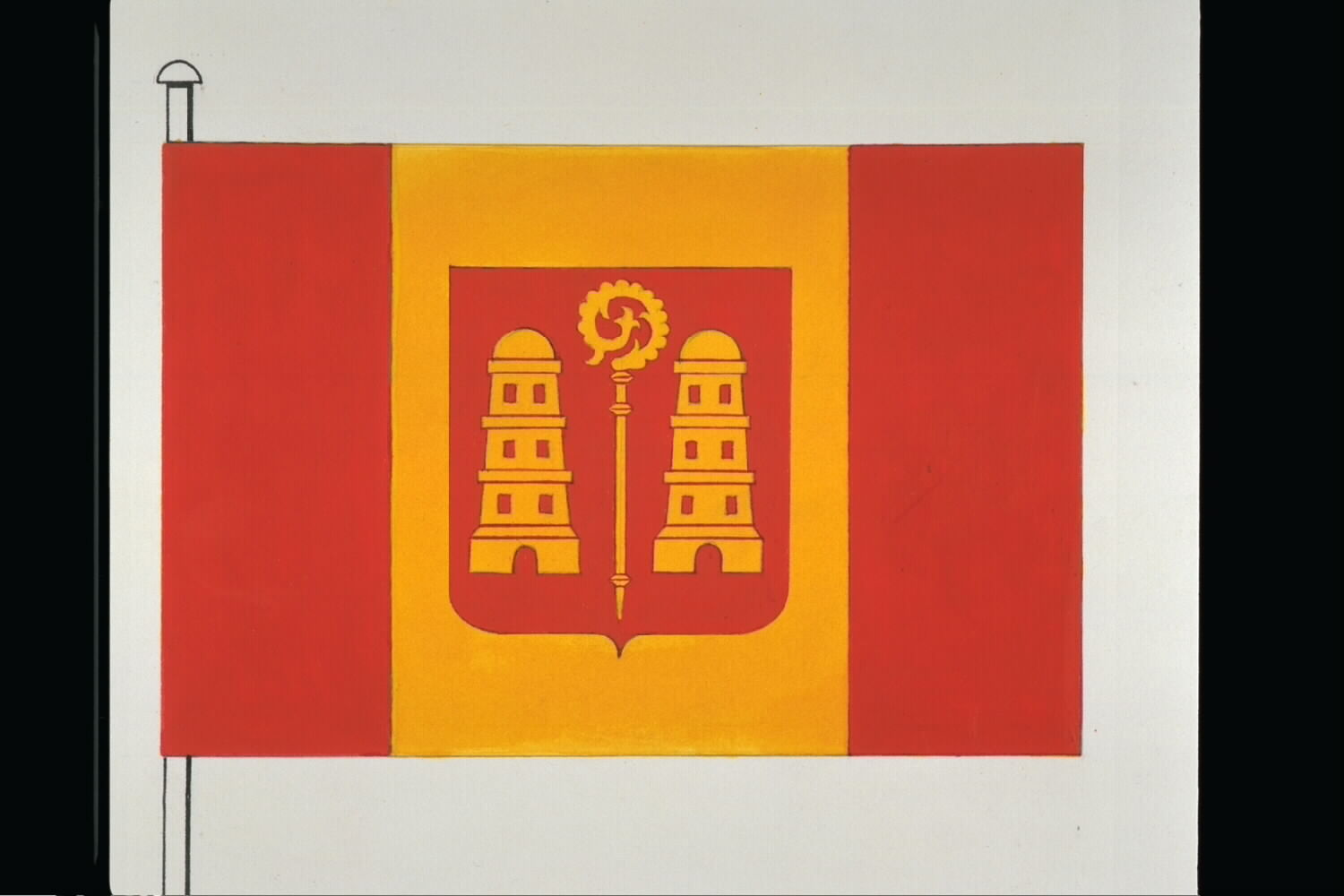
Officiële tekening van de vlag